# Бун (Коринт)
Вижте пояснителната страница за други значения на Бун.
Бун (на старогръцки: Βουνός – връх; на латински: Bunus; Bounos) е в древногръцката митология цар на Коринт през 15 век пр.н.е.
Той е син на Хермес и Алкидамая (Alcidameia). Когато Еет (Aietes), царят на Ефира (Ephyra, Ephyraea) (старото име на Коринт), напуснал града дава управлението на Бун. Той основава пътят от Коринт нагоре към Акрокоринт, светилището за Хера, който е наречен на нея Буная (Bounaia).
След неговата смърт Епопей от Сикион, който идва от Тесалия, поема управлението на Коринт.